# Maschinenamt
Als Maschinenamt, teilweise auch als Maschineninspektion wurde zur Zeit der Staatsbahn in deutschsprachigen Ländern eine einer Eisenbahndirektion nachgeordnete Behörde bezeichnet, die innerhalb des Bezirks der Eisenbahndirektion für die Ausführung und Überwachung des Maschinen- und Betriebswerkstättendienstes verantwortlich war. Die Arbeiten an Triebfahrzeugen und anderen für den Bahndienst erforderlichen Geräten erfolgten in den nachgeordneten Bahnbetriebswerken bzw. den Bahnbetriebswagenwerken. Jedes Maschinenamt war für mehrere Betriebswerke, Wagenwerke und teilweise auch für Schulen des Bahnbetriebs zuständig. Am 1. August 1935 gab es 27 Reichsbahndirektionen und 132 Maschinenämter. Beim Maschinenamt wurden auch Statistiken über Leistungen und Kosten der bei den nachgeordneten Werken stationierten Triebfahrzeuge geführt.
Am 1. Oktober 1986 wurden alle Maschinenämter in Deutschland aufgelöst und durch Regionalabteilungen ersetzt.